# Julian Nava
Julian Nava (Los Ángeles, 19 de junio de 1927 - San Diego, 29 de julio de 2022) fue un educador y diplomático estadounidense. Siendo miembro del Partido Demócrata, se desempeñó como Embajador de Estados Unidos en México de 1980 a 1981.

## Primeros años
Nació en Los Ángeles, California, de padres mexicanos, y fue uno de ocho hermanos. Creció en el barrio de East LA. En 1945, se ofreció como voluntario para el Cuerpo Aéreo de la Marina de los Estados Unidos. A él, junto con otros "Rough Riders" que se habían ofrecido como voluntarios para las Fuerzas Armadas, se le permitió usar su uniforme de la Marina para la ceremonia de graduación de la Escuela Secundaria Roosevelt en 1945. A su regreso a Los Ángeles, estudió en el East Los Angeles Community College antes de transferirse a Pomona College, una de las prestigiosas universidades de Claremont. Después de obtener su título universitario en historia en 1951, Nava obtuvo un doctorado en historia latinoamericana de la Universidad de Harvard en 1955.

## Carrera
Enseñó en Venezuela, España, Puerto Rico y Colombia, donde fundó el Centro de Estudios Universitarios en Bogotá. De 1957 a 2000 fue profesor de historia en la Universidad Estatal de California en Northridge (CSUN). En el momento de su muerte era profesor emérito de historia.
En 1967, el Congreso de la Unidad Mexicano-Estadounidense (noventa y dos grupos comunitarios) lo nominó para postularse para la Junta de Educación del Distrito Escolar Unificado de Los Ángeles. Nava se convirtió en el primer mexicanoestadounidense en formar parte de la junta (compuesta por trece ciudades, incluida Los Ángeles). Fue elegido para tres mandatos consecutivos, de 1967 a 1979. En 1980, fue designado embajador de Estados Unidos en México por el presidente Jimmy Carter. Fue el primer mexicano-estadounidense en ocupar el cargo.
En 1981, Nava recibió un título honorario de Doctor en Humanidades (LHD) de Whittier College. En 1992, se postuló para alcalde de Los Ángeles. En 1993, Nava fue portador del féretro en el funeral del líder sindical César Chávez. Nava había trabajado con Chávez desde su tiempo con la Organización de Servicio Comunitario en Los Ángeles inmediatamente después de la Segunda Guerra Mundial.
En la película Walkout de HBO de 2006, el papel del Dr. Julian Nava es interpretado por el director Edward James Olmos. De forma independiente, Nava produjo varios documentales. Exploró la historia del pueblo vasco en “Cantar de los vascos”, financiado por el gobierno vasco. Luego produjo y codirigió “Voces de Cuba” con Todd Mattox. Más recientemente, Nava produjo un documental sobre la migración transfronteriza hacia y desde los Estados Unidos en dos idiomas, “Zacatecanos de ida y vuelta” (Roundtrip Zacatecanos). Nava disfrutó mucho de los viajes y visitó México, Venezuela, Argentina, España, Gran Bretaña, Rusia, China y el Tíbet.
Dio numerosas conferencias sobre educación multicultural y formó parte de la junta directiva de Encuentros, que promueve la educación entre los jóvenes latinos. En 2015, Nava publicó una novela histórica, Taming the Chinese Dragon: Young Love in Changing Tibet.

## Vida personal
Nava falleció el 29 de julio de 2022, a la edad de 95 años. Estaba jubilado y vivía en el condado de San Diego con su esposa Patricia.

## Legado
En 2011, una escuela del LAUSD recibió su nombre: Dr. Julian Nava Learning Academy. En 2014, otra escuela del LAUSD recibió su nombre: Nava College Preparatory Academy. 
Los archivos de Nava se encuentran en la sección de archivos y colecciones especiales de la biblioteca universitaria de la Universidad Estatal de California en Northridge. Otra colección de sus papeles se lleva a cabo en la UCLA.